# Lake Benton
Lake Benton is een plaats (city) in de Amerikaanse staat Minnesota, en valt bestuurlijk gezien onder Lincoln County.

## Demografie
Bij de volkstelling in 2000 werd het aantal inwoners vastgesteld op 703.
In 2006 is het aantal inwoners door het United States Census Bureau geschat op 650, een daling van 53 (-7.5%).

## Geografie
Volgens het United States Census Bureau beslaat de plaats een oppervlakte van
12,0 km², waarvan 9,9 km² land en 2,1 km² water. Lake Benton ligt op ongeveer 537 m boven zeeniveau.

## Plaatsen in de nabije omgeving
De onderstaande figuur toont nabijgelegen plaatsen in een straal van 20 km rond Lake Benton.